# Synové a dcery Jakuba skláře
Synové a dcery Jakuba skláře je třináctidílný televizní seriál natočený v roce 1985 podle scénáře Jaroslava Dietla. Seriál se natáčel v huti Jakub ve vesnici Tasice.

## Děj
V roce 1899 přichází do huti v Albrechticích mladý vandrovník, sklář, Jakub Cirkl. Po pár dnech se ukáže, že huť získala skutečného mistra skláře. Ovšem protože vandrovníka každý ošidí, Jakub nechce ostatním na huti ukázat, jak dělá sklo, které sklidilo úspěch. Teprve když mu kolega Florián ukáže, že je schopen přijít na to i sám, Jakub ukáže své taje i ostatním na huti a stává se jejím plnohodnotným pracovníkem. Zamiluje se do Terezky Herálcové a první epizoda končí na oslavě Silvestra, kdy mu Terezka sdělí, že je těhotná a Jakub požádá Herálce o její ruku. Do jejich života zasáhne první světová válka a Jakub musí narukovat. Po návratu mu umírá při porodu manželka Terezka. Jakub má již sedm dětí Jakuba, Terezku, Pepu, Vilemínu, Toníka, Aničku a Vojtu. Starost o jejich výchovu a o rodinu převezme sestra Terezky Fanynka, které se nevrátil její chlapec z války. Rodina se stěhuje do nového domu, který postavil Jakub. Členové rodiny podstupují mnoho osudových zkoušek, které jdou ruku v ruce s historickými událostmi, které tehdy republiku ovlivnily. Hospodářská krize, druhá světová válka (Toník je zabit nacisty), únor 1948, padesátá léta, atd. Vznikají tak příběhy lidí, kteří se hledají, zápasí, pochybují, ale vždy se nakonec sejdou, protože rodina musí držet pohromadě. Třináctidílné vyprávění končí při oslavách stého výročí založení Albrechtické huti. Zde na oslavě Jakub přede všemi vmete do tváře Bořivoji Boškovi, současnému řediteli hutě, že za války udával gestapu a zavinil tak smrt jeho syna Toníka a Floriána a dalších lidí z Albrechtic. Bošek je za pár dní zatčen a Jakub cítí, že splnil již všechno, co měl na světě ještě udělat. Dojde naposled do své huti, kde před lety začínal, a zde u pece umírá.

## Obsazení
- Ota Sklenčka – vypravěč
- Luděk Munzar – Jakub Cirkl
- Eva Jakoubková – Tereza Cirklová, rozená Herálcová
- Slávka Hozová – Fanynka Herálcová
- Petr Kostka – Jakub Cirkl (syn)
- Jana Preissová – Terezka Cirklová (dcera)
- Jiří Krampol – Josef Cirkl
- Daniela Kolářová – Vilemína Cirklová
- Svatopluk Skopal – Toník Cirkl
- Marta Vančurová – Nanynka Cirklová
- Jaromír Hanzlík – Vojta Cirkl
- Zdeněk Řehoř – účetní Horyna
- Jana Štěpánková – Alžběta Krahulíková
- Radoslav Brzobohatý – ředitel Hajný
- Oldřich Vízner – Kostrhún
- Bronislav Poloczek – Emil Krahulík
- Evelyna Steimarová – hospodská Marta
- Jiří Holý – kronikář Pertold
- Josef Větrovec – hostinský Schwalbe
- Václav Sloup – Divíšek
- Jiří Štěpnička – Ludvík
- Milena Steinmasslová – Boženka
- Jan Hrušínský – František
- Lenka Skopalová – Poláková
- Zdeněk Žák – Rosťa
- Julie Jurištová – Verunka
- Josef Bláha – mistr Matěj
- Stella Zázvorková – Krupková
- Hana Maciuchová – Líza, manželka Vojty
- Jaroslava Obermaierová – Miládka, manželka Jakuba
- Zdeněk Martínek – Florián
- Ladislav Frej – Hugo, manžel Terezky
- Uršula Kluková – Blaženka, manželka Pepy
- Petr Haničinec – Bořivoj Bošek
- Boris Rösner – Schlapke
- Petr Čepek – Vincek Krupka, manžel Vilemíny
- Radovan Lukavský – Glossmistr Ignác Krahulík
- Jaroslav Moučka – šmelcíř Herálec
- Světlana Nálepková - Soňa, manželka Emila Krahulíka
- Miroslav Středa - Lojzík
- Jan J.Vágner – německý voják

## Seznam dílů
1. Vandrovník
2. Huťmistr
3. Návrat
4. V novém domě
5. Krize
6. Stěhování
7. Skrýš
8. Jaro
9. Voda
10. Krahulíkova vila
11. Ochranná známka
12. Nedělní směna
13. Jubileum